# 卡尤塔 (紐約州)
卡尤塔（英語：Cayuta）是一個位於美國紐約州斯凱勒縣的鎮。

## 人口
根據2020年美國人口普查的數據，卡尤塔的面積為52.63平方千米，皆為陸地。當地共有人口508人，而人口密度為每平方千米10人。